# 祖珽
祖珽（?—?），字孝征，东魏、北齐时期范阳郡逎县（今河北省保定市涞水县）人。
北魏、东魏护国将军祖莹之子。开始为秘书郎、尚书仪曹郎中，主管仪注。东魏权臣高欢欣赏他的才学。
祖珽对长广王高湛说他将会“乘龙上天”。高湛继北齐皇帝位后拜祖珽中书侍郎。祖珽巴结太子高纬养母陆令萱、陆令萱之子穆提婆、陆令萱之养子和士开等一众权臣，并成功劝说高湛禅让皇位给儿子高纬，成为秘书丞。一次因权利之争，与太上皇高湛强势理论，被囚禁，双眼也失明。
高湛死后，高纬重新任用祖珽，拜尚书左仆射，监修国史，封燕郡公。祖珽重新党附陆令萱、穆提婆、和士开等，官居领军将军，主管机要，执掌朝政。
北齊大將斛律光厭惡祖珽，曾遙見大罵：“多事乞索小人，欲作何計數！”祖珽买通其家奴，知道斛律光常說“盲人用权，国必破矣”。祖珽添油加醋稱：“盲眼老公背上下大斧，饶舌老母不得语。”并製成童歌，构陷斛律光诽谤盲人祖珽和陆令萱。高纬遂处死斛律光及其家人。
祖珽后来因为欲增损政务，淘汰不称职的官员，得罪陆令萱、穆提婆等，被获罪，降为北徐州刺史。在南陈军进攻北徐州时穆提婆故意不救，准备城破治祖珽罪。然而祖珽指挥得当，且守且战十余日，陈军终于退走。最终祖珽病逝于任上。
子祖君彦。

## 延伸阅读
[在维基数据编辑]
 《北齊書·卷39》，出自李百药《北齊書》